# ESPRIT (Studie)
ESPRIT ist das Akronym einer im Mai 2006 in The Lancet publizierten Studie über die Wirksamkeit des Arzneimittels Dipyridamol zur Verhinderung von Schlaganfällen und anderen Embolien bei Patienten nach Transitorisch ischämischen Attacken (TIA) und kleinen Schlaganfällen. Hinsichtlich des gewählten primären Endpunktes ergab die Studie eine überlegene Wirksamkeit des Dipyridamols, wenn es zusätzlich zu Acetylsalicylsäure (ASS) verabreicht wird.

## Einschlußkriterien und Studiendesign
Insgesamt 2763 Patienten mit einer TIA oder einem kleinen Schlaganfall vermutlich arteriellen Ursprungs in den letzten sechs Monaten wurden alle mit 30–325 mg (Median 75 mg) ASS täglich und randomisiert entweder mit zweimal täglich 200 mg Dipyridamol zusätzlich (n=1363, „Verumgruppe“) oder ohne zusätzliches Dipyridamol (n=1376, „Kontrollgruppe“) behandelt. 83 % der Dipyridamol-Patienten erhielten ein retardiertes Präparat. Die Behandlung erfolgte offen, die Auswertung der Endpunkte verblindet.

## Ergebnisse
Nach durchschnittlich 3,5 Jahren hatten deutlich mehr Patienten der Verumgruppe die Studienmedikation beendet als in der Kontrollgruppe (470 versus 184), hauptsächlich wegen Kopfschmerzen. Der primäre Studienendpunkt (Schlaganfall, Herzinfarkt, schwerwiegende Blutungskomplikation oder Tod aus vaskulärer Ursache) war unter Dipyridamol 173 mal (13 %) und ohne Dipyridamol 216 mal (16 %) eingetreten. Der Unterschied mit einer relativen Risikominderung von 20 % (Hazard ratio 0,80; 95 %-Konfidenzintervall 0,66–0,98) und einer absoluten Risikominderung von 1 % pro Jahr war statistisch knapp signifikant.
Der sekundäre Endpunkt „Tod aufgrund aller Ursachen“ trat in der Verumgruppe 93 mal und in der Kontrollgruppe 107 mal ein; dieser Unterschied (Hazard ratio 0,88; 95 %-Konfidenzintervall 0,67–1,17) war statistisch nicht signifikant.
In der Dipyridamol-ASS-Gruppe brachen 34 % der Patienten, in der ASS-Gruppe 13 % der Patienten die Behandlung vorzeitig ab. Unter Dipyridamol treten sehr häufig Kopfschmerzen auf.
Die Aussagekraft der Ergebnisse wurde 2006 angesichts des offenen Designs, der hohen Abbruchrate unter der Kombinationsbehandlung, der Inkonsistenz der Ergebnisse und die zu einem wesentlichen Teil inadäquat niedrige ASS-Dosierung kontrovers diskutiert.